# Lac Blue Sea
Pour les articles homonymes, voir Blue Sea (homonymie).
Le lac Blue Sea est un plan d'eau douce situé dans les municipalités de Blue Sea et de Messines, dans la municipalité régionale de comté (MRC) de La Vallée-de-la-Gatineau, dans la région administrative de l'Outaouais, au Québec, au Canada.
Depuis la seconde moitié du XIXe siècle, la foresterie a été l'activité économique prédominante de ce secteur. Au XXe siècle, la villégiature a été mise en valeur. La navigation de plaisance est populaire sur les plans d'eau de la région.
La surface du lac est généralement gelée de la mi-novembre à la fin avril ; néanmoins, la période de circulation sécuritaire sur la glace est habituellement de la mi-décembre à la fin mars.

## Géographie
Le lac Blue Sea est situé dans canton de Bouchette, au nord de Gatineau et au sud de Maniwaki. Le lac est entourné des plans d'eau suivant :
- côté nord-est : Grand lac des Cèdres, Petit lac des Cèdres ;
- côté nord : lac Richer, Laverdure, MacLean et Grenon ;
- côté ouest : "Du Vieux Chantier", Long, "Chez Médée" ;
- côté sud : un ensemble de lacs.

Les villages situés autour du lac Blue-Sea sont : 
- côté Est : Messines, Ellard, Orlo ;
- côté Sud : Blue Sea Lake.

Ce lac affiche une longueur de 10 km (dans le sens nord-sud), une largeur de 3,4 km et une superficie de 14 km². Ce plan d'eau constitue la source principale de la « rivière Blue Sea ». Cette dernière se déverse dans la rivière Picanoc, un affluent de la rivière Gatineau.
Le lac Blue Sea comporte de nombreuses îles, baies et presqu'île. Les baies Saint-Jacques et Cameron sont situées au nord du lac.

## Toponymie
En 1928, l'appellation "Lac Blue Sea" figure sur une carte du comté de Hull.
La clarté des eaux du lac a inspiré l'adoption du toponyme "lac Blue Sea" par les habitants du secteur.
Selon une légende d'origine algonquine, ce plan d'eau aurait hébergé une bête monstrueuse, "ami des eaux", baptisée "Misiganebic" ou "Grand Serpent", considéré comme nettoyeur de l'onde.
De nature anglophone, ce toponyme lac Blue Sea a été officialisé le 5 décembre 1968 à la Banque des noms de lieux de la Commission de toponymie du Québec.